# Johannes Ruysch

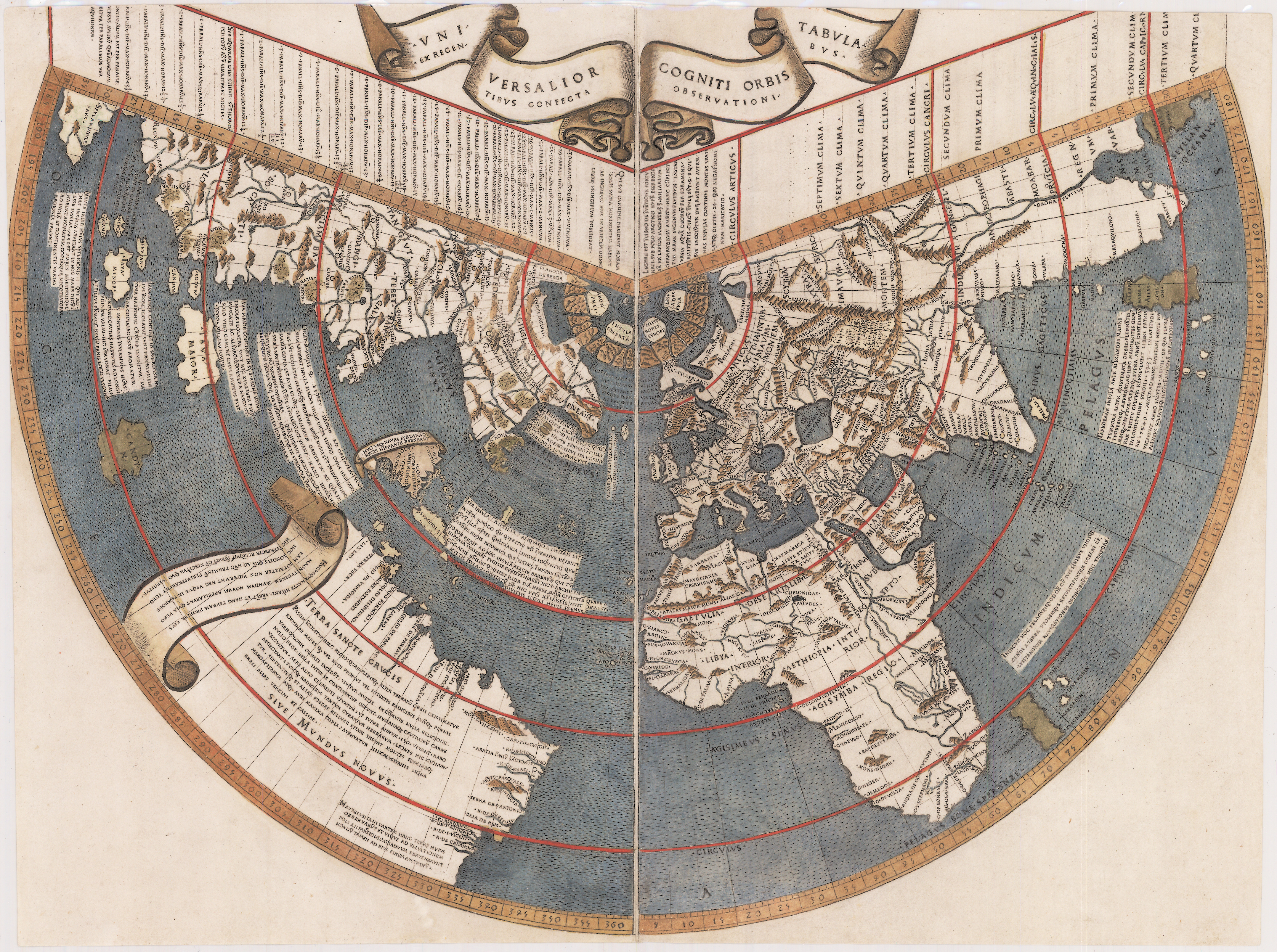
De wereldkaart van Johannes Ruysch

Johannes Ruysch was een zeeman uit Antwerpen die een beroemde kaart van de wereld maakte, de Universailor Cogniti Orbis Tabula Ex Recentibus Confecta Observationibus. Het is voor zover bekend de op een na oudste afbeelding met daarop de Nieuwe Wereld. Deze kaart werd gemaakt in 1507 en veelvuldig gekopieerd.

## Tijdperk der ontdekkingen
In de recente tijd ervoor waren vele Europese ontdekkingsreizen ondernomen:
- De ronding van Afrika door Bartolomeu Dias in 1488
- De ontdekking van Newfoundland door John Cabot in 1497
- Vasco da Gama’s reis naar India in 1499
- De ontdekking van de Caraïben door Columbus (1492-93, 1493-94, 1498, 1502-04)
- Reizen naar de Caraïben en Zuid-Amerika door Vespucci (1499, 1501-02)

Er waren kaarten gemaakt naar aanleiding van deze reizen, zoals Juan de la Cosa’s wereldkaart van 1500 (gebaseerd op Columbus' tweede reis) en de Cantino wereldkaart (circa 1502). De informatie op deze kaarten werd echter angstvallig als staatsgeheim bewaard. Vaak werden er maar enkele kopieën gemaakt.

## Publiceren van de wereldkaart
Deze situatie veranderde drastisch toen er tussen 1506 en 1507 drie verschillende wereldkaarten werden gepubliceerd. De Contarini-Rosselli kaart uit 1506 (nu in het British Library) en Martin Waldseemüllers wereldkaart en globe uit 1507 waren zeer invloedrijk, maar niet wijd verspreid. Er is van beiden slechts één origineel exemplaar die beiden werden ontdekt in de 20e eeuw. Daarentegen werd de wereldkaart van Johannes Ruysch veelvuldig gekopieerd en had daardoor veel invloed.

## De Ruysch' kaart van 1507
Ruysch' wereldkaart van 1507 maakte deel uit van de zuidelijke edities van Ptolemaeus Geographia uit 1507 en 1508, een atlas gepubliceerd in Rome. De redacteur van de 1507 editie van de Geographia was Evangelista Tosinus en de drukker was Bernardinus Venetus de Vitalibus.
De Ruysch kaart gebruikt Ptolemaeus eerste projectie, een kegelprojectie, net als de Contarini-Rosselli-kaart. Beide beschrijven zowel de ontdekkingen van Columbus en John Cabot, met daarnaast informatie uit Portugese bronnen en van de reizen van Marco Polo.
Newfoundland en Cuba zijn verbonden met Azië in de kaart van Ruysch, zoals Columbus en Cabot geloofden. Sipganus (Marco Polo’s Japan) is identiek met Spagnola (Hispaniola) op de kaart van Ruysch. De aanwezigheid van kabeljauw wordt getoond in het gebied van de Grand Banks bij Newfoundland. De Portugese ontdekkingen worden ook getoond in deze wereldkaart, waarop Afrika als schiereiland wordt afgebeeld. De Hoorn van Afrika wordt op ongeveer de juiste breedte afgebeeld. India is afgebeeld als een driehoekig schiereiland met Ceylon in de correcte verhouding en positie. De informatie over Azië is gebaseerd op informatie van Marco Polo en Grieks-Romeinse reizigers. Groenland is verbonden met Newfoundland en Azië en niet met Europa, zoals op eerdere kaarten. Duidelijk is dat een aantal opmerkingen op de kaart van Portugese oorsprong zijn. Rond de noordpool zijn eilanden getekend op basis van aantekeningen in Inventio Fortunata van de Engelse broeder Nicholas of Lynne.

## Kaarttoelichting
Er was een toelichting bij de editie van 1508, getiteld Orbis nouo descriptio, die geschreven was door Marcus Beneventanus. Beneventanus schreef in de toelichting:
Johannes Ruysch van Duitsland, naar mijn oordeel een vakkundig geograaf en zeer nauwkeurig in het uittekenen van de wereld, waaraan ik in dit kleine werk dank verschuldigd ben, heeft mij verteld dat hij vanaf Zuid-Engeland vertrokken is en zover gevaren heeft tot de vijfendertigste noordelijke breedtegraad en dat hij van deze parallel west zeilde langs de kust van het oosten, waarbij hij iets noordelijk voer en veel eilanden waarnam.

## Persoonlijke informatie
Waarschijnlijk heeft Ruysch John Cabot begeleid op zijn reis naar Noord-Amerika in 1497 en 1498, of een Portugees schip vertrekkend uit Bristol. Er is weinig bekend van hem; hij zou uit Utrecht komen, of mogelijk Antwerpen. Hij bezocht Keulen en leefde waarschijnlijk in Duitsland.
- Bibsys: 1523345893255
- Bibliothèque nationale de France: cb133273915 (data)
- CiNii: DA11520647
- Stuttgart Database of Scientific Illustrators 1450–1950: 10856
- Gemeinsame Normdatei: 137913923
- International Standard Name Identifier: 0000 0000 5896 9384
- Library of Congress Control Number: nr98034498
- Nederlandse Thesaurus van Auteursnamen: 073132764
- SNAC: w6vr0vvq
- Système universitaire de documentation: 035656859
- Virtual International Authority File: 86080623
- WorldCat: E39PBJrmbtxMTpmHjQPmfgKjmd